# Conrad Hilton

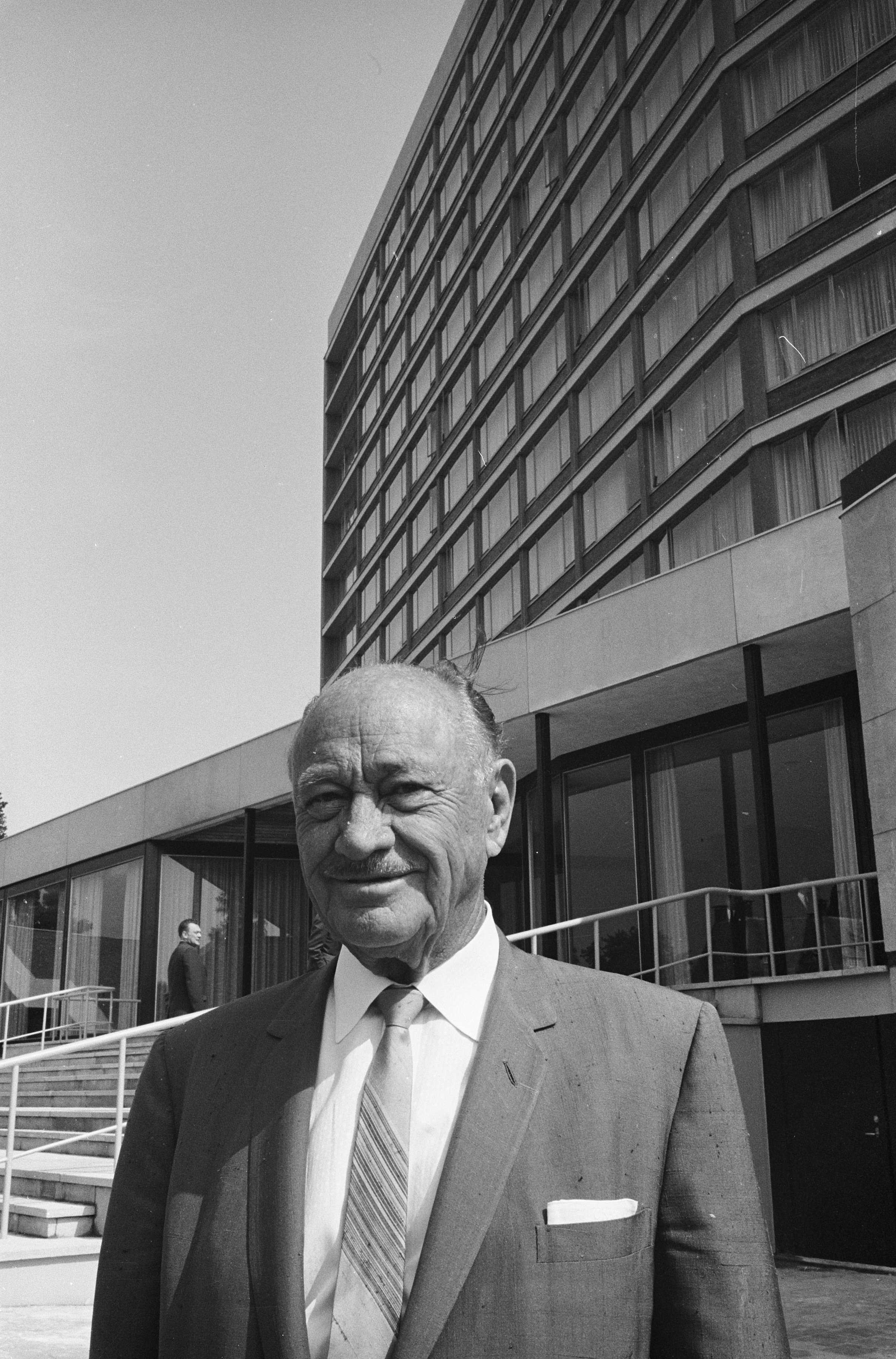
Conrad Hilton voor het pas geopende Hilton Amsterdam Hotel in 1962

Conrad Nicholson Hilton  (San Antonio, Socorro County, 25 december 1887 – Santa Monica, 3 januari 1979) was een Amerikaanse hotelier en de stichter van de Hilton-hotelketen. Hij is ook de overgrootvader van societyster Paris Hilton.
Hilton was de zoon van Augustus Halvorson (Gus) Hilton, een Noors-Duitser, en Mary Genevieve Laufersweiler, een Duits-Amerikaanse. Van 1942 tot en met 1947 was hij getrouwd met actrice Zsa Zsa Gábor. Samen zijn zij de ouders van Constance Francesca Hilton. Hilton was de eigenaar van een groot hotel-imperium met vele beroemde hotels. Een van de bekendste van zijn aankopen was het Hilton Chicago dat jarenlang ook zijn naam heeft gedragen als Conrad Hilton.